# 畢三花花介
畢三花花介（学名：Callistocythere besani）为細花介科花花介屬下的一个种。